# Батезатул, Александр Михайлович
Александр Михайлович Батезатул (ок. 1822 — после 1874) — генерал-лейтенант русской императорской армии.

## Биография
Происходил из дворян Харьковской губернии. Имел младшего брата Николая (1824—1872).
Воспитывался в Дворянском полку. Затем учился в Николаевской академии Генерального штаба, откуда был выпущен прапорщиком 30 августа 1841 года; был произведён в подпоручики 1 февраля 1847 года; поручик с 23 марта 1847 года, штабс-капитан с 1850 года, капитан с 1854 года.
В 1857 году был произведён в подполковники и с 8 февраля 1857 по 11 августа 1864 года был начальником штаба 12-я пехотной дивизии; с 30 августа 1860 года — полковник.
Был произведён 27 марта 1866 года в генерал-майоры и с апреля 1866 по октябрь 1873 года был начальником штаба Харьковского военного округа.
С 29 октября 1873 по 16 апреля 1874 года командовал 11-й пехотной дивизией; с 16 апреля 1874 года — генерал-лейтенант.
Был награждён орденами Св. Владимира 2-й (или 3-й) и 4-й степени, Св. Анны 1-й, 2-й и 3-й степени, Св. Станислава 1-й и 2-й степени. По определению Харьковского дворянского депутатского собрания, состоявшемуся 12 ноября 1873 года, был внесён, по собственным заслугам, во 2-ю часть дворянской родословной книги Харьковской губернии (указом Сената по Департаменту герольдии от 20 марта 1874 года за № 907 утверждён в дворянстве) — по Изюмскому уезду, где имел имение в сл. Дмитровке.